# Хасон, Аяла
Аяла́ Хасо́н (ивр. אילה חסון‎; род. 28 сентября 1961) — израильская журналистка. Она является телеведущей и радиоведущей в Корпорации общественного вещания Израиля. Большую часть своей карьеры она провела в Израильском управлении телерадиовещания, где работала репортером и комментатором, вела программы HaKol Diburim («Все говорят») на Kol Israel и Yoman («Журнал») на Первом канале. Она стала первой женщиной, возглавившей новостное подразделение канала до своего ухода в 2015 году. Затем она была старшим комментатором на News 13. С 2023 года она ведет программы Sheva с Аялой Хасон на Kan 11 и Ha Boker Haze на Kan 2.
Аяла Хасон известна своими журналистскими расследованиями, благодаря которым были раскрыты одни из самых влиятельных скандалов в израильской политике. Среди них — дело Бар-Он-Хеврон, дело о взяточничестве Шломо Бенизри, скандалы в деле Харпаза, непристойное поведение главы Ассоциации адвокатов Израиля Ави Хими, выплаты Национальной библиотекой за молчание после сексуальных домогательств, расходы премьер-министра Беннета и другие. Она также провела заметное интервью с Владимиром Путиным. Хасон получила несколько наград и была включена в список «Самых влиятельных женщин Израиля» по версии Forbes Israel в 2022 году.

## Биография
Аяла Хасон родилась в Иерусалиме и выросла в районе Тальпиот. Она окончила Тель-Авивский университет, где училась в школе журналистики «Котерет». Хасон замужем за менеджером талантов Шаем Нешером, у пары есть дочь. Также у нее есть сын от предыдущего брака.

## Карьера
Ее карьера началась в 1993 году в газете «Маарив», а позже в том же году она была принята на работу в Управление телерадиовещания Израиля (IBA) в качестве корреспондента по уголовным делам на Первом канале. Позже она стала политическим репортером, а затем государственным комментатором. Она вела радиопрограмму «HaKol Diburim» на Kol Israel и популярный тележурнал «Yoman». В 2014 году она стала первой женщиной, возглавившей новостное подразделение канала. В 2015 году она ушла с канала, объяснив это тем, что столкнулась с преследованиями из-за своих расследований о коррупции. До 2023 года она была старшим комментатором на News 13, а затем вернулась в общественное вещание и ведет программы на Kan 11 и Kan 2.

## Журналистские достижения
Аяла Хасон известна своими журналистскими расследованиями, которые раскрыли некоторые из самых влиятельных скандалов в израильской политике, среди которых:
- Дело Бар-Он-Хеврон (1997) — одно из самых скандальных дел в израильской политике, в ходе которого Хасон разоблачила заговор, включавший премьер-министра Биньямина Нетаньяху и ультраортодоксальную партию ШАС. Заговор был направлен на назначение Рони Бар-Она на должность генерального прокурора в попытке смягчить сделку по делу Арье Дери в обмен на поддержку партией ШАС Хевронского соглашения.
- Дело о взяточничестве Шломо Бенизри (министр труда и социального обеспечения) в 2002 году привело к его осуждению два года спустя. Хасон представила документы и показания, подтверждающие, что он использовал свои министерские полномочия, чтобы помочь подрядчику, который в свою очередь подарил ему подарки на сумму 800,000 шекелей.
- Скандальная запись министра энергетики Йосефа Парицкого из партии «Шинуй», где он был услышан, пытаясь сфабриковать дело против Авраама Пораза, чтобы дискредитировать его. После этого Парицкий был снят с должности.
- Несколько разоблачений в деле Харпаза, где Хасон сообщала о том, что Габи Ашкенази, начальник Генштаба Армии обороны Израиля, собирал информацию против своих политических соперников.
- Выплата компенсации за молчание председателем Национальной библиотеки Израиля своей помощнице после сексуальных домогательств.
- Расходы премьер-министра Беннета на переделку его частного дома в Раанане в официальную резиденцию, которые стоили миллионы шекелей.
- Непристойное поведение главы Ассоциации адвокатов Израиля Ави Хими в Zoom-встрече с адвокатом.
- Ее значимые интервью включают беседу с Владимиром Путиным.
- После неожиданной атаки на Израиль в 2023 году Аяла Хасон раскрыла презентацию под названием «Иерихонская стена», подготовленную разведкой Газовской дивизии и представленную в мае 2022 года главе израильской военной разведки Ахарону Халиве и командиру Южного округа Элиезеру Толедано. По словам Хасон, презентация описывала стратегию захвата южных городов и баз; обновленная версия была представлена в августе 2023 года. Отчет Хасон был поддержан публикациями в The New York Times и Washington Post через несколько дней.